# Theban Mapping Project
Das Theban Mapping Project (kurz: TMP) wurde 1978 durch den britischen Archäologen und Ägyptologen John Romer im Rahmen der Theban Foundation und mit dem Ziel der Schaffung einer archäologischen und geografischen Datenbank der antiken Fundplätze von Theben gegründet. Nach dem Selbstverständnis des Projekts stellt die Vermessung und Kartografierung der thebanischen Nekropole, die sich auf das Tal der Könige konzentriert, einen Schritt in Richtung einer nachhaltigen Konservierung der altägyptischen Kunst- und Kulturschätze dar.
Das Theban Mapping Project wird seit 2006 durch den US-amerikanischen Ägyptologen Kent Weeks geleitet. 